# Somn (pește)

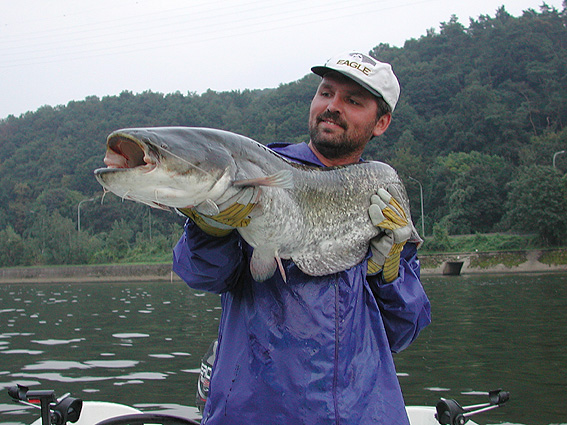

Somnul (Silurus glanis) este o specie de pește răpitor de talie mare din familia Siluridae. El este răspândit mai ales în Europa Centrală și Europa de Est, dar și în Asia de Vest putând fi întâlnit și în Afganistan sau Kazahstan. Somnul trăiește frecvent în bălți, lacuri, pe cursul inferior al fluviilor mai mari, ca și la gura lor de vărsare în Marea Baltică, Marea Neagră, Marea Caspică. Peștele preferă locurile adânci cu mâl și ape tulburi.

## Caractere morfologice
Somnul are un corp lung, cu un cap turtit dorso-ventral; are o gură largă, care are pe laturi două mustăți lungi, sub gură fiind mustăți scurte. Corpul se termină fără o înotătoare codală propriu-zisă. În medie somnul are o lungime de 2 m, putând însă atinge o lungime de 3 m și o greutate de 150 kg. Culoarea corpului este albăstruie negricioasă sau verzuie măslinie pe spate, iar abdomenul este de o culoare mai deschisă.

## Mod de viață
Somnul este activ mai ales noaptea, vânând în apele tulburi când temperatura apei este peste 4 - 7 °C. Hrana lui constă mai ales din pești și raci, dar poate ataca și păsări acvatice sau mamifere tinere. Animalele adulte duc în general o viață solitară.

## Reproducție
Perioada depunerii icrelor la somn este în regiunile temperate între lunile mai și iunie, când apa are o temperatură între 17 - 18 °C. Icrele sunt depuse în locuri bogate cu plante acvatice. Cantitatea de icre depuse depinde de posibilitățile de hrănire și de mărimea femelei. La 2 - 3 zile apare puietul care are o mărime de 4 – 5 mm. În primele 10 zile ei sunt sensibili la lumină. După această perioadă încep să se deplaseze activ consumând plancton, crustacee mici. În caz că nu este suficientă hrană apare canibalismul. La vârsta de 4 - 5 ani somnul este apt pentru reproducție.

## Longevitate
Poate depăși 80 de ani.

## Importanță economică
În Europa de Est, creșterea și pescuitul somnului joacă un rol economic important.
Momelile folosite la pescuit sunt naturale (viermi, râme negre, pești mici, broaște) sau artificiale (shad-uri, lingurițe oscilante, voblere). În Germania este interzisă folosirea broaștelor ca momeală. Icrele somnului sunt toxice si nu sunt indicate consumului uman.